# Альмукантарат

Небесна сфера з зенітом і альмукантаратом (позначені червоним кольором), горизонтом (зеленим), небесним полюсом і траєкторією зорі (синім).

Альмукантара́т — коло на небесній сфері, паралельне горизонту. Дві зорі, які лежать на одному альмукантараті, мають однакову висоту. Термін був введений в європейську астрономію монахом-астрономом Германом із Райхенау. Він походить від арабського слова al-muqanṭarah («альмукантарат, сонячний годинник», множина: al-muqanṭarāt), яке, в свою чергу, походить від qanṭarah («арка, міст»).

## Альмукантарат Сонця

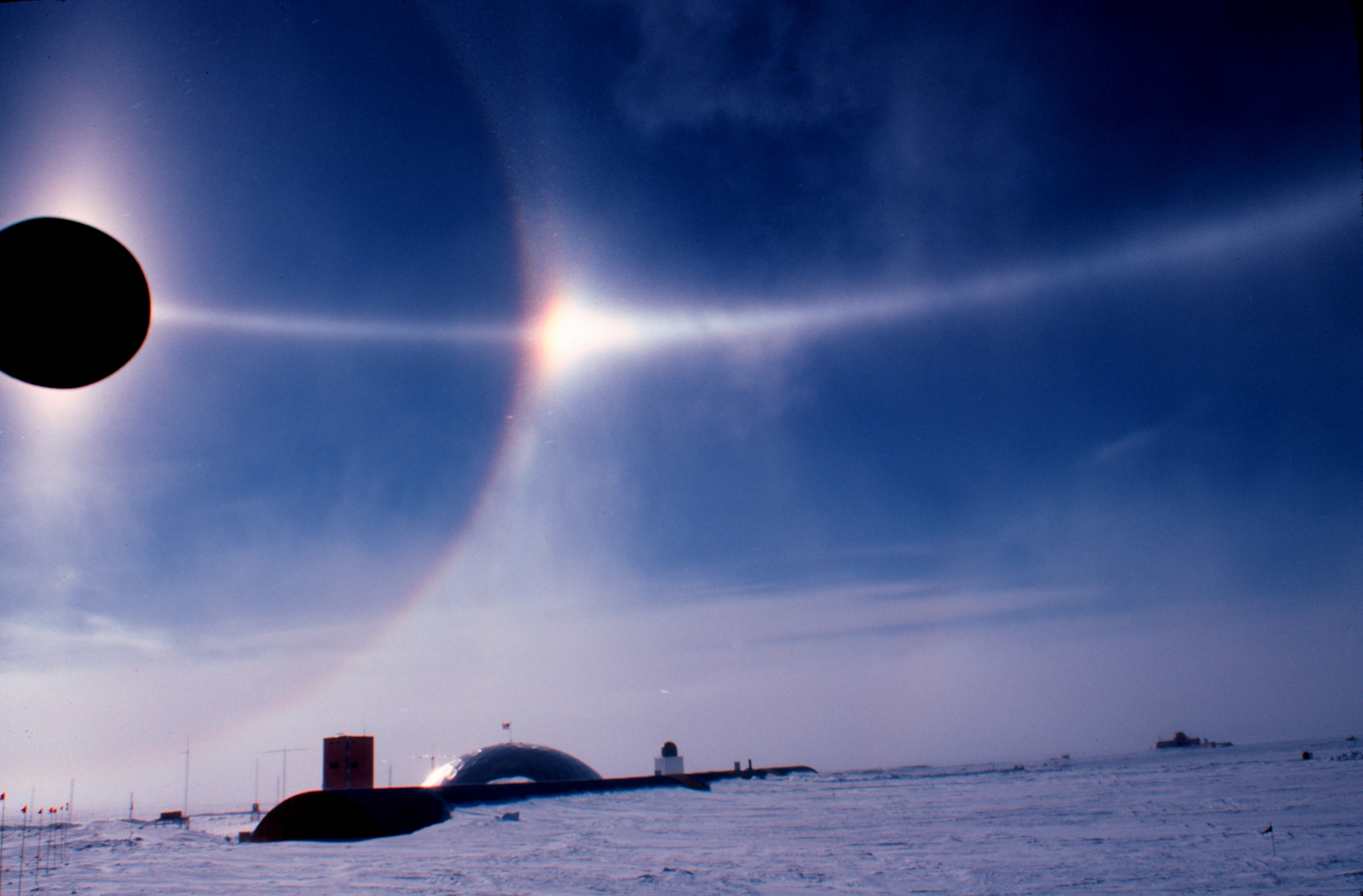
Паргелій (яскрава горизонтальна лінія) біля станції Амундсен-Скотт

Альмукантарат Сонця також називають паргелійним колом. Вздовж цього кола може спостерігатись один з типів гало — паргелій. Він виникає внаслідок розсіювання сонячного світла на вертикальних льодових кристалах і може спричиняти яскраве сяйво всього паргелійного кола або (частіше) деяких його частин.

## Альмукантаратний посох

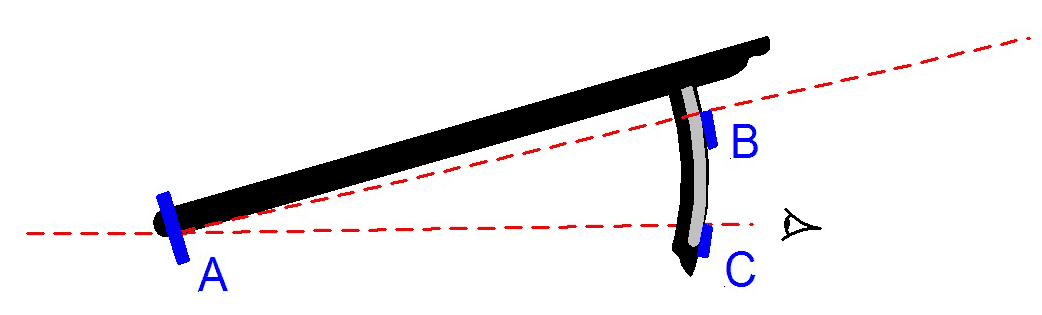
Схема альмукантаратного посоха з трьома мітками — міткою горизонту (A), міткою тіні (B) і спостережною міткою (C).

Від альмукантарата походить назва альмукантаратного посоха — інструмента для вимірювання висоти Сонця над горизонтом.
При використанні такого приладу, зображеного на схемі, Сонце відкидає тінь мітки B на мітку горизонту A. Мітка горизонту має щілину, через яку можна бачити горизонт, забезпечуючи таким чином горизонтальне розташування лінії AC. Тоді кут BAC між міткою тіні і спостередною міткою дає висоту Сонця над горизонтом.

## Використання назви
На честь цього астрономічного терміна називається програмне забезпечення для астрономічних розрахунків Almicantarat, а також польський астрономічний клуб «Альмукантарат».